# Foro triangular
El foro triangular es un foro de época romana, sepultado por la erupción del Vesubio en el año 79 y descubierto durante las excavaciones arqueológicas realizadas en la antigua Pompeya. La plaza se utilizaba principalmente para las carreras ecuestres y como lugar de descanso, a la espera de asistir a las representaciones de los teatros situados en las proximidades. En la zona sur del foro se emplazaba un templo dórico, así como un tholos y otras construcciones sagradas.

## Historia
La zona del foro triangular es una de las áreas sagradas más antiguas de la ciudad. Ya en la segunda mitad del siglo VI a. C., en la época arcaica, existía un templo dórico dedicado a Atenea y al culto de Heracles, el mítico fundador de Pompeya. El foro se construyó en torno al siglo II a. C., en la parte meridional de la colina donde se levantó la localidad, como parte de una actuación urbana de reordenación del área de los teatros. A finales del periodo samnita se restauró el templo dórico y la zona fue urbanizada con edificios monumentales. Durante estos años también se amplió el foro principal de Pompeya. En época de Augusto, entre los siglos I a. C. y siglo I, se rehabilitaron las estructuras más antiguas y se añadieron monumentos honorarios y culturales. Tras el devastador terremoto del 62 se realizaron diversas obras de reconstrucción. En el año 79, el foro fue sepultado por la erupción volcánica del Vesubio bajo una capa de cenizas y lapilli, al igual que el resto de la ciudad. A finales del siglo XVIII fue sacado a la luz tras las excavaciones arqueológicas promovidas por la dinastía borbónica.

## Descripción
El foro triangular, así llamado por su inusual forma geométrica de triángulo, está situado en el borde de un acantilado creado a partir de una antigua colada de lava. Los tres vértices del triángulo están situados al norte, al suroeste y al sureste, y los dos lados convergentes en el vértice norte son los de mayor longitud. Estos dos lados se materializaban en dos pórticos, situados respectivamente al este y al oeste del área y formados por una columnata de 95 columnas de orden dórico. Sobre las columnas se apoyaba un arquitrabe longitudinal que carecía de un segundo orden superior. El lado sur no se cerraba con ninguna columnata, para permitir la visión del templo dórico desde el mar y por la cercanía de este al borde del precipicio.
La entrada al recinto se localizaba en el vértice norte del triángulo. El acceso estaba situado en la actual via del templo de Isis, al lado de la palestra samnita y donde también desemboca la via de los Teatros. Estaba constituido por un propíleo, formado por seis columnas de orden jónico y dos semicolumnas sobre las que apoyaba un arquitrabe. El conjunto estaba construido con toba volcánica y componía una entrada monumental al foro y al teatro grande. La entrada se producía a través de dos puertas situadas a continuación del propíleo, en un muro realizado con opus incertum. Originariamente solo existía una puerta, puesto que la segunda, de mayor tamaño, se abrió durante los trabajos de restauración realizados tras el terremoto del 62.

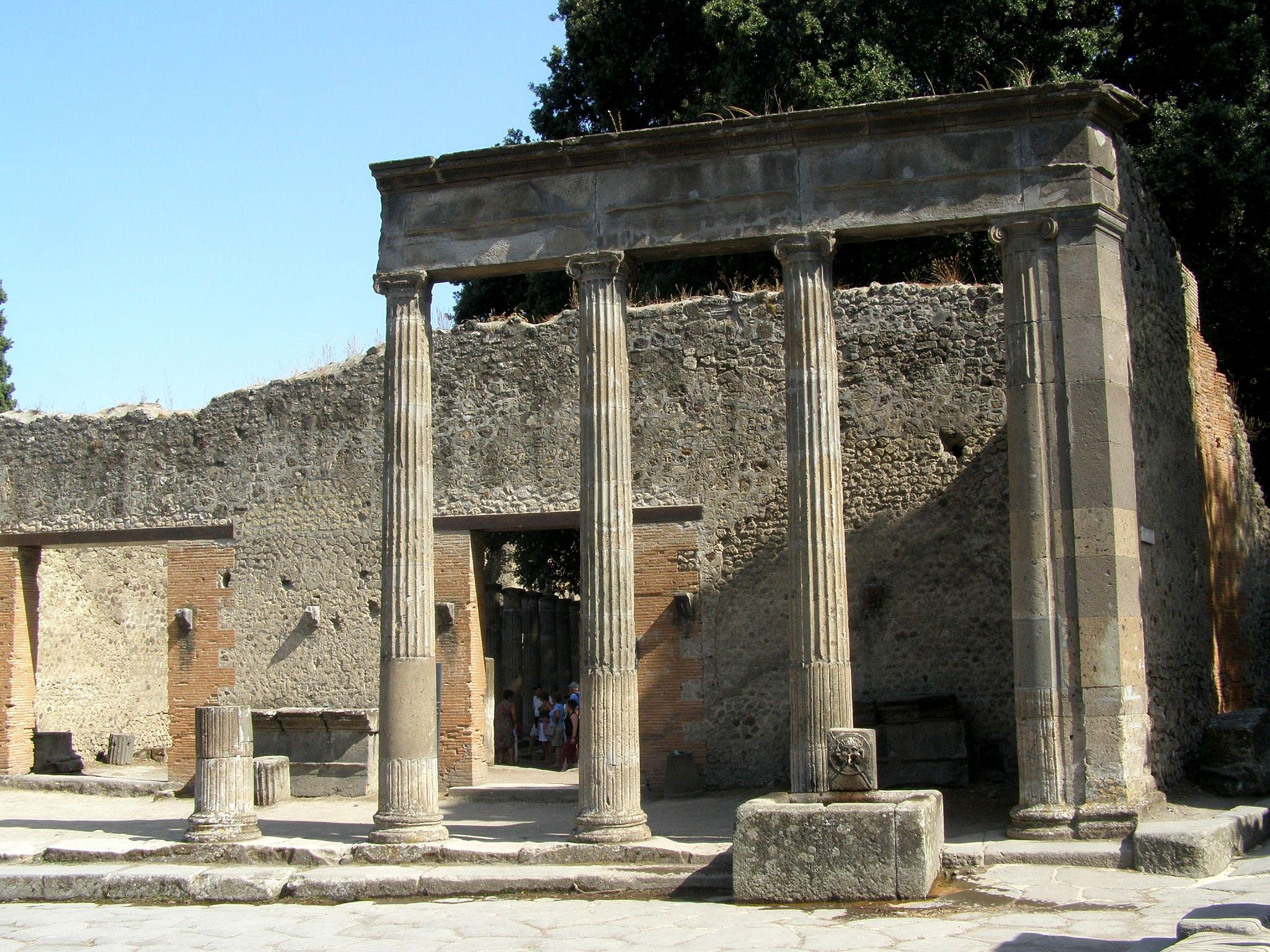
Propíleo de acceso al foro triangular.

En la zona de la entrada había también una pequeña fuente pública, de la cual se conserva únicamente un soporte de mármol. Sobre un pedestal cercano descansaba la estatua de Marco Claudio Marcelo, sobrino de Augusto. En el lado este, un murete delimitaba el área donde probablemente se desarrollaban las carreras de caballos o las competiciones de atletismo. En el muro oriental de cierre se abrían tres pequeñas salidas que conducían al Teatro grande, al Odeón y a la palestra samnita.
En la parte sur del foro se ubicaba un templo dórico, construido en el siglo VI a. C. y dedicado probablemente a Hércules y a Minerva. Frente a la entrada del templo se situaba un edificio de forma cuadrada que se abría hacia la escalinata, en cuyo interior había un pequeño recinto que posiblemente fuese la tumba del fundador de Pompeya. A continuación se ubicaba un tholos, un edificio circular de cuatro metros de diámetro, formado por siete columnas dóricas de toba dispuestas alrededor de un pozo sagrado y cubierto con un techo cónico. Fue edificado por mandato del magistrado Numerio Trebio, como se indica en una inscripción osca del arquitrabe. En la esquina sureste del foro se colocaron tres altares de toba, mientras que en la esquina suroeste había un banco de piedra semicircular decorado con unos pies de león, que fue ordenado construir por los duoviros Lucio Sepunio Sandiliano y Marco Herenio Epidiano. Su finalidad era la de disfrutar de las espectaculares vistas a la llanura y a la bahía de Nápoles. En la parte trasera había un reloj de sol con la siguiente inscripción:

«L(ucius) Sepunius L(ucii) F(ilius) Sandilianus M(arcus) Herennius A(uli) F(ilius) Epidianus duo viri I(ure) D(icundo) sco(lam) et horo(logium) (De Sua Pecunia Faciundum curarunt)»
«Lucio Sepunio Sandiliano hijo de Lucio, y Marco Herenio Epidiano hijo de Aulo, duoviros con autoridad judicial, ordenaron construir una escuela y un reloj de sol (con expensas propias)»

## Galería de imágenes

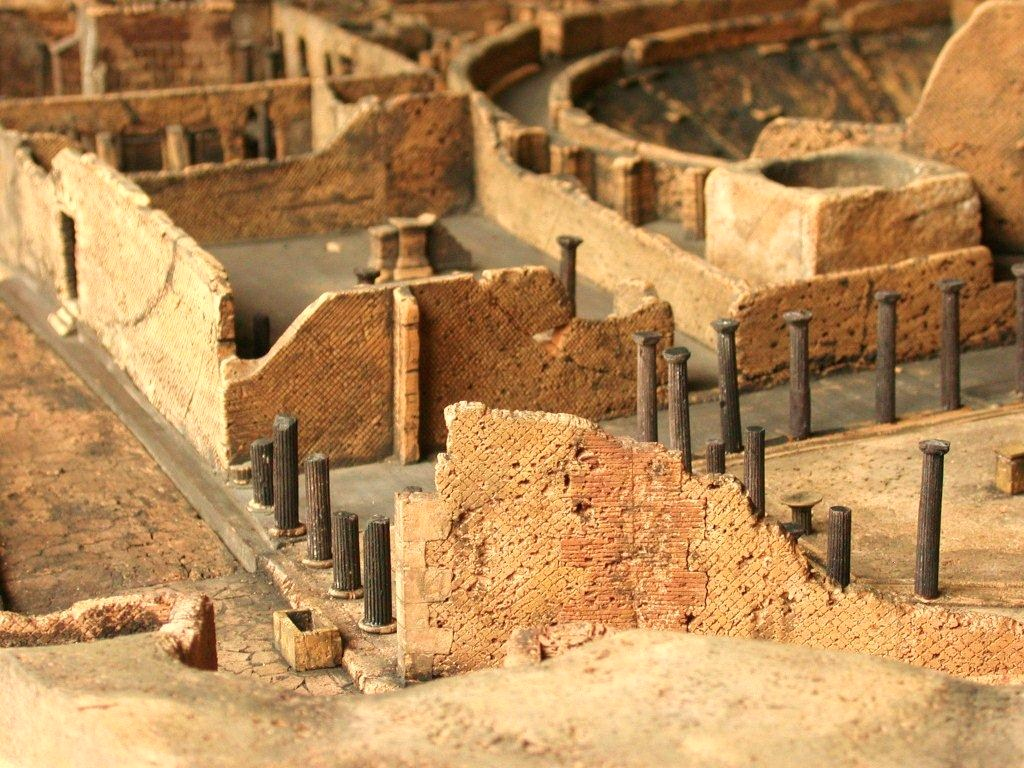
Vista detallada del foro triangular, con el propíleo en primer plano y parte de los dos pórticos longitudinales. Detrás se aprecian la palestra samnita y el teatro grande. Maqueta expuesta en el Museo Arqueológico Nacional de Nápoles.
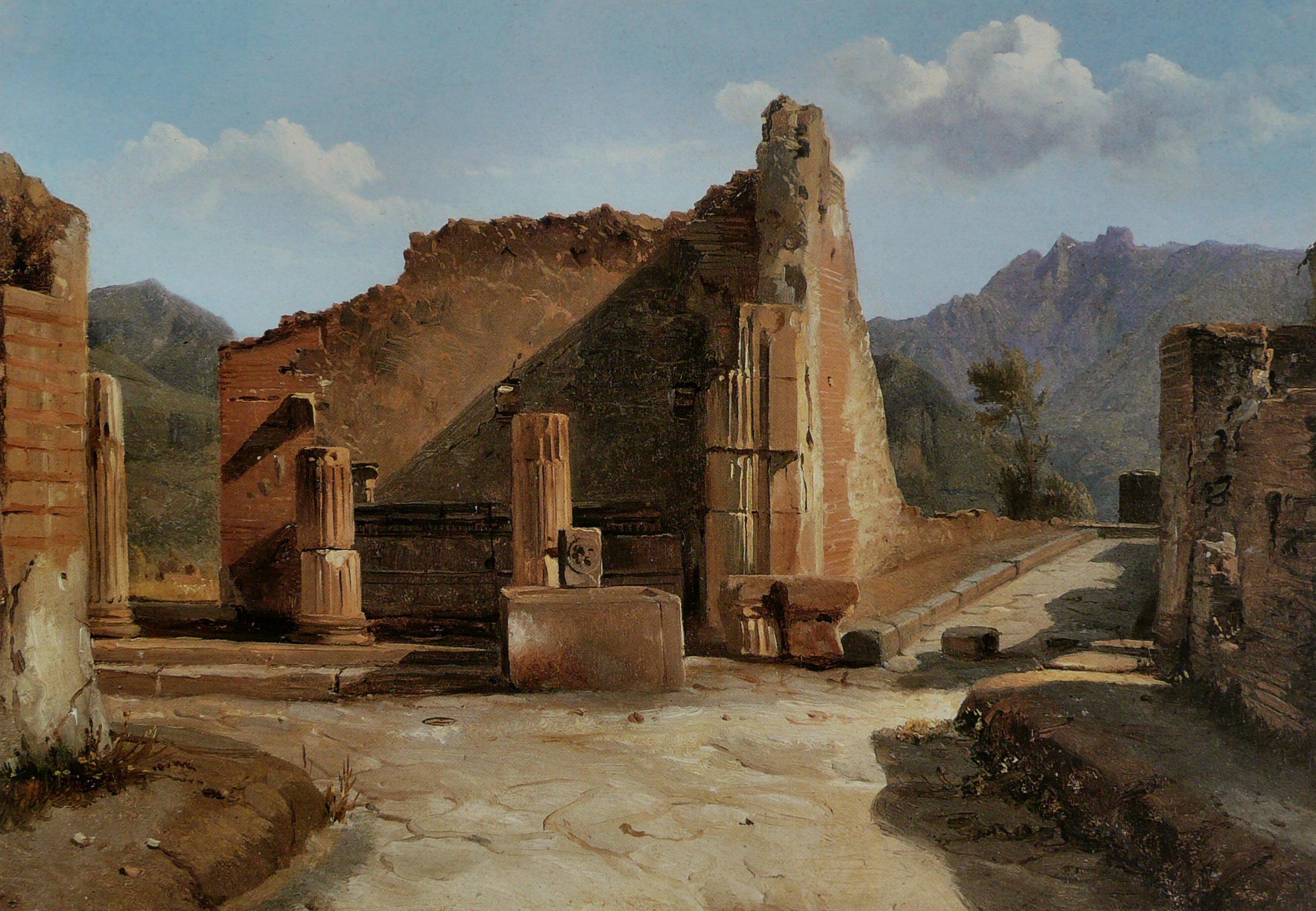
El foro triangular de Pompeya, óleo sobre papel encolado sobre tela. Achille Etna Michallon, años 1820
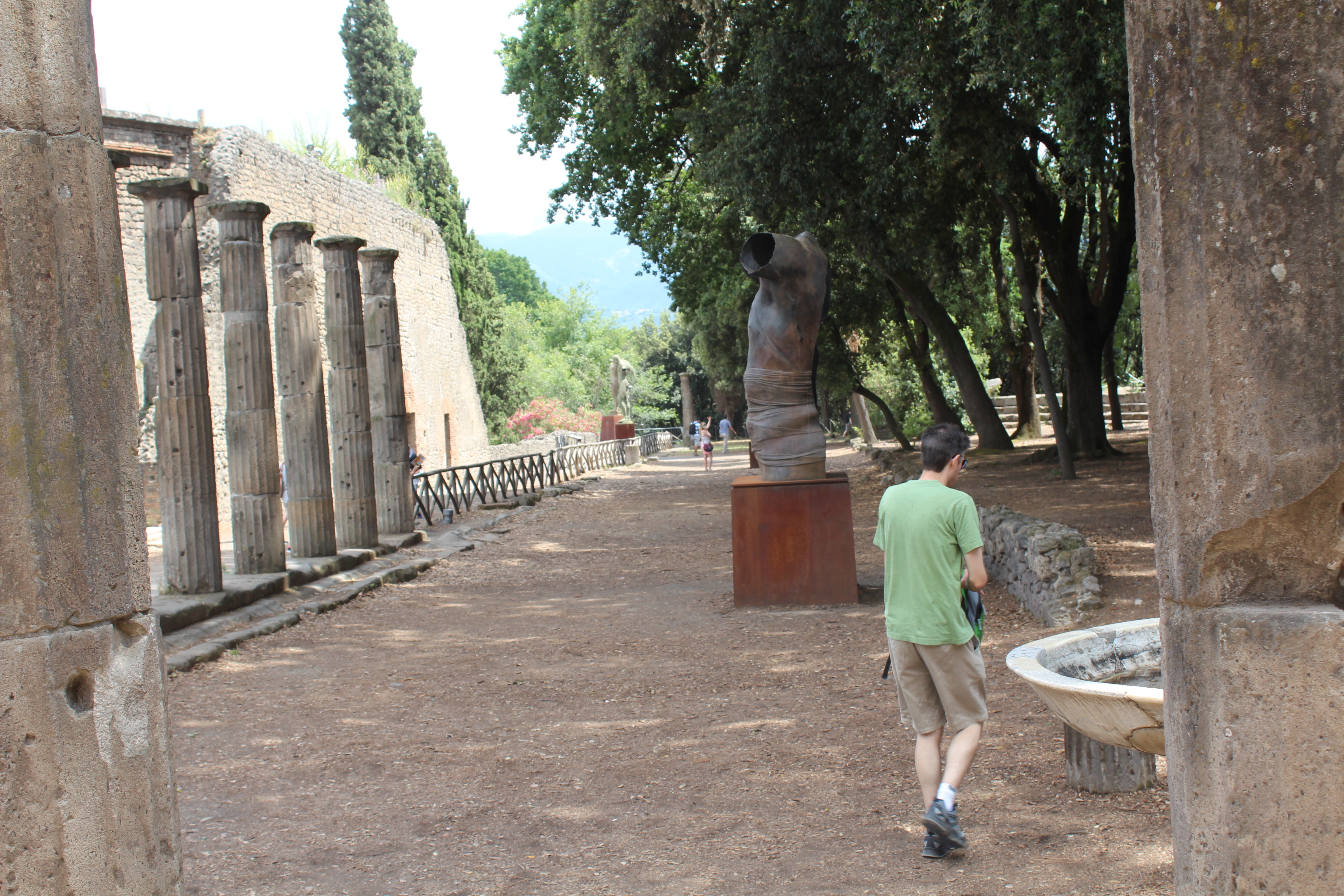
Vista de la columnata este desde el acceso norte. A la derecha se aprecia parte del murete que separaba el área sagrada y la zona de competiciones deportivas.
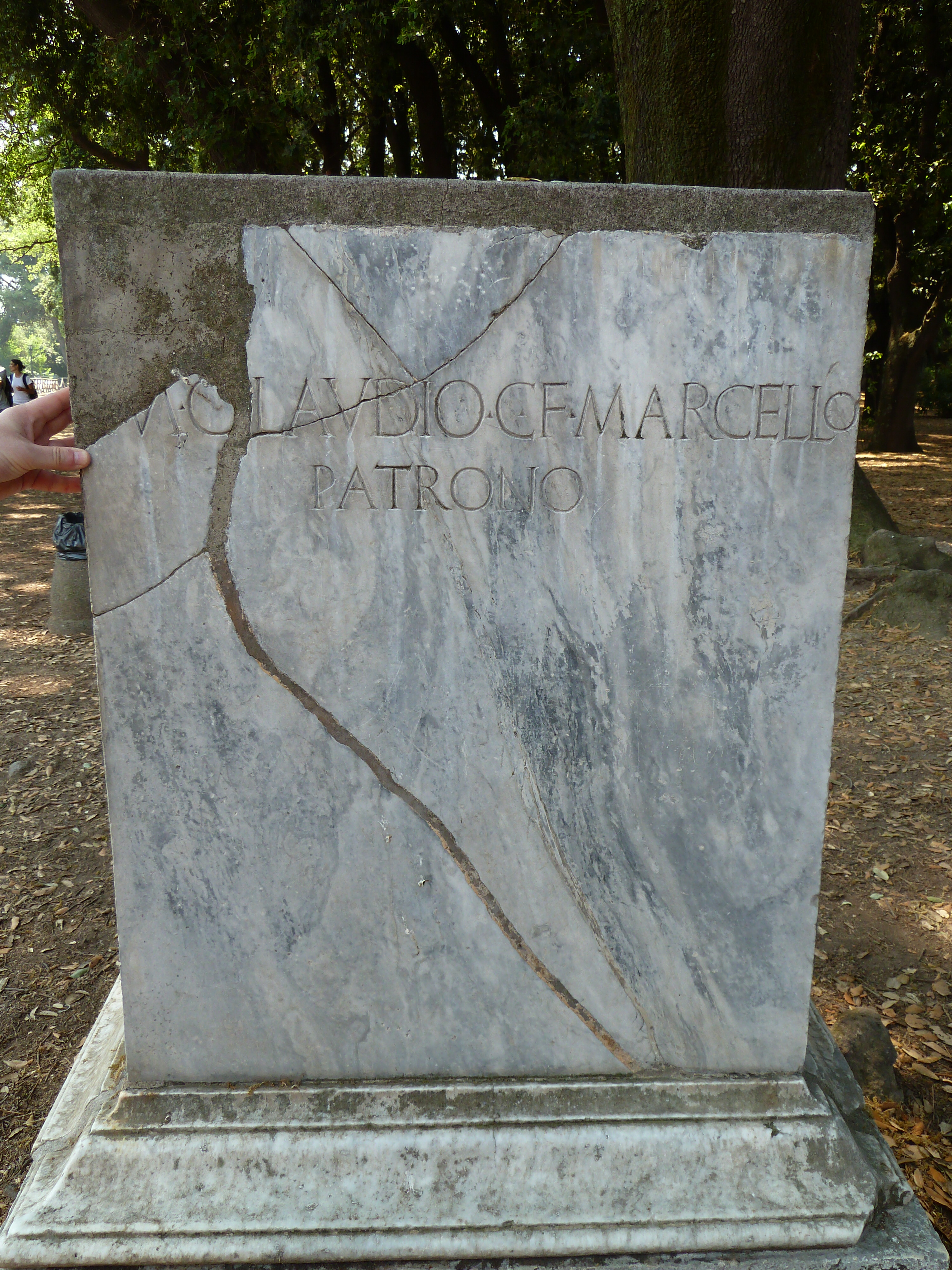
Pedestal donde se ubicaba la estatua de Marco Claudio Marcelo.
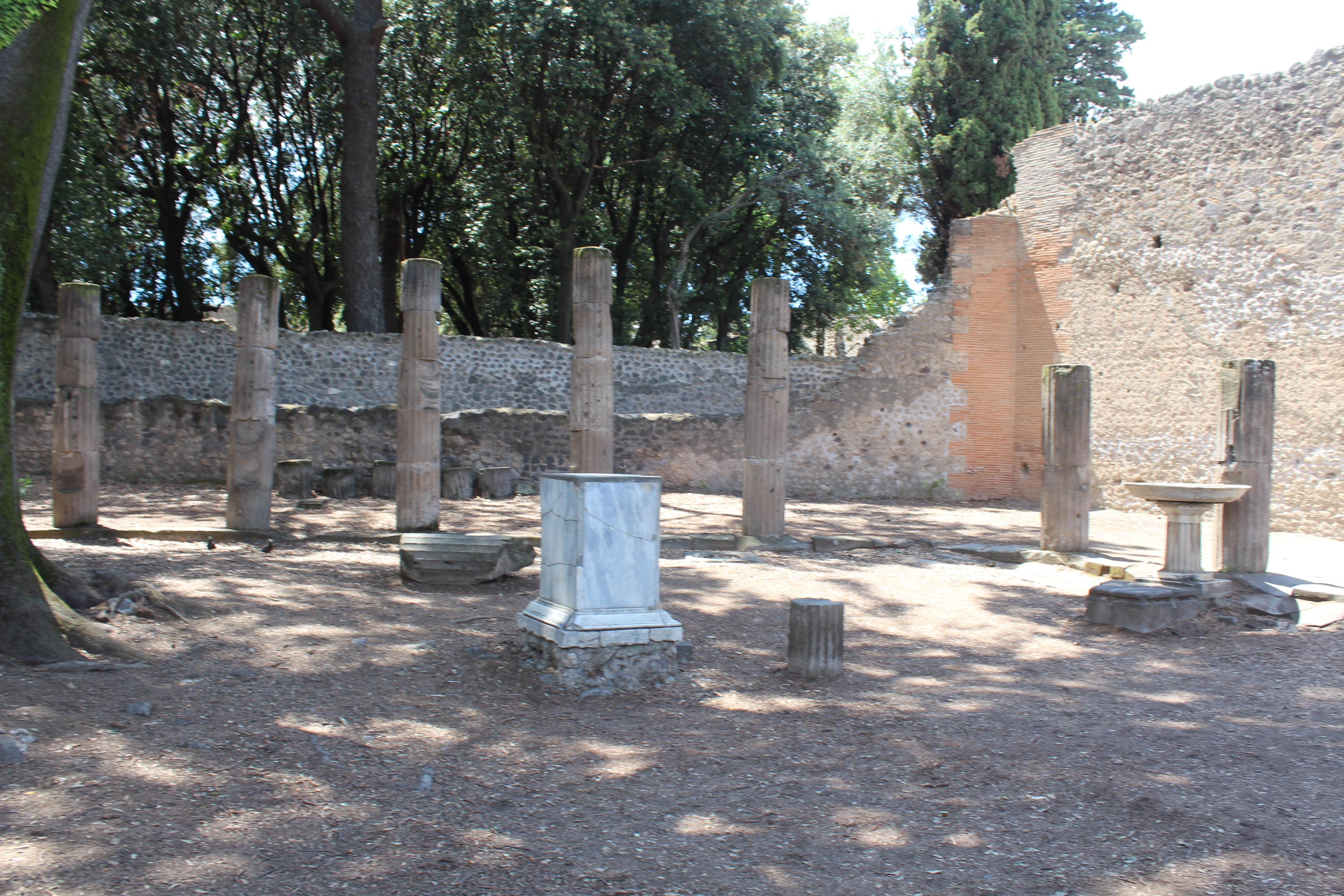
Zona del acceso, donde se aprecian parte de la columnata, la fuente y el pedestal.
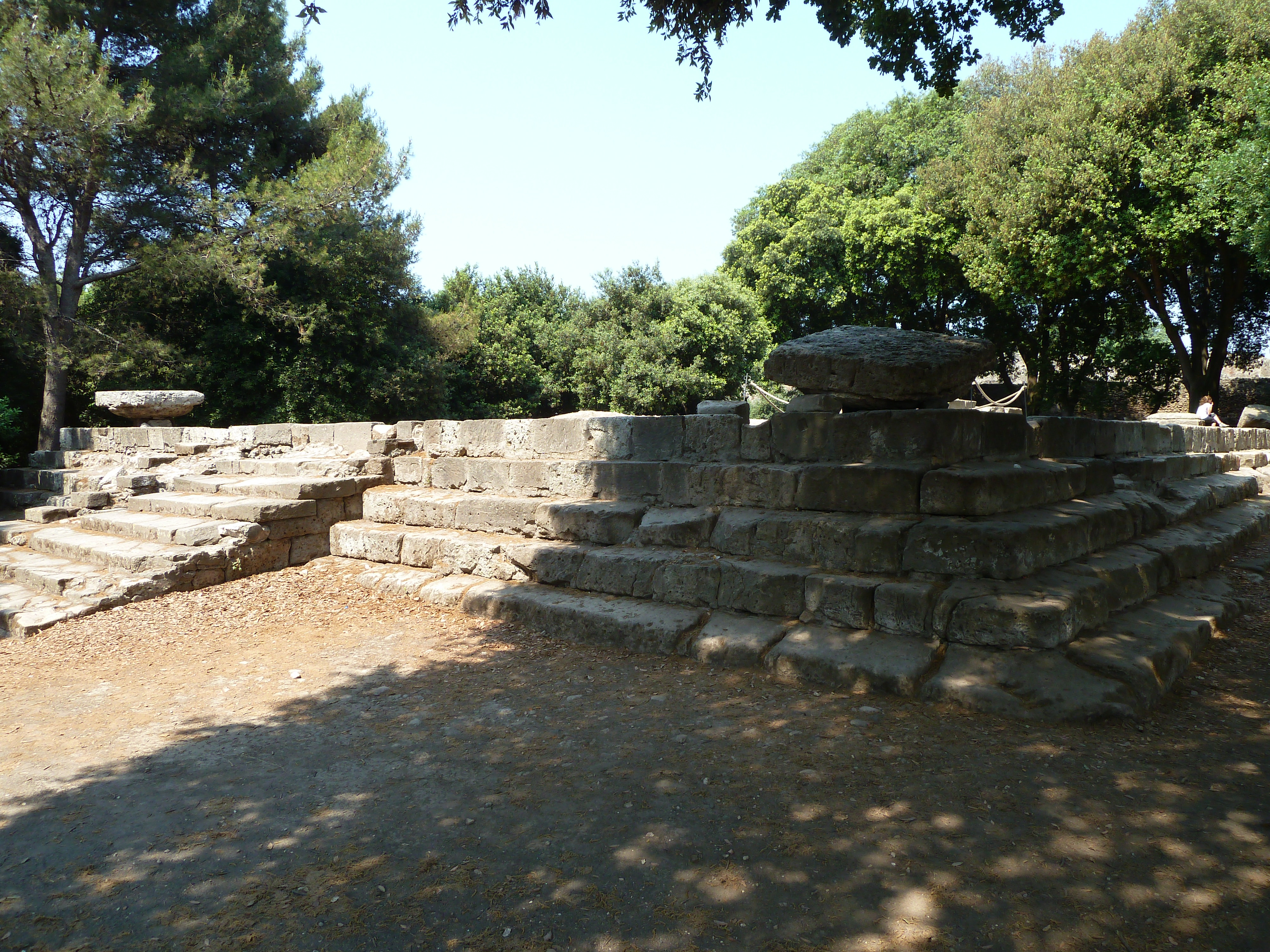
Restos del templo dórico.
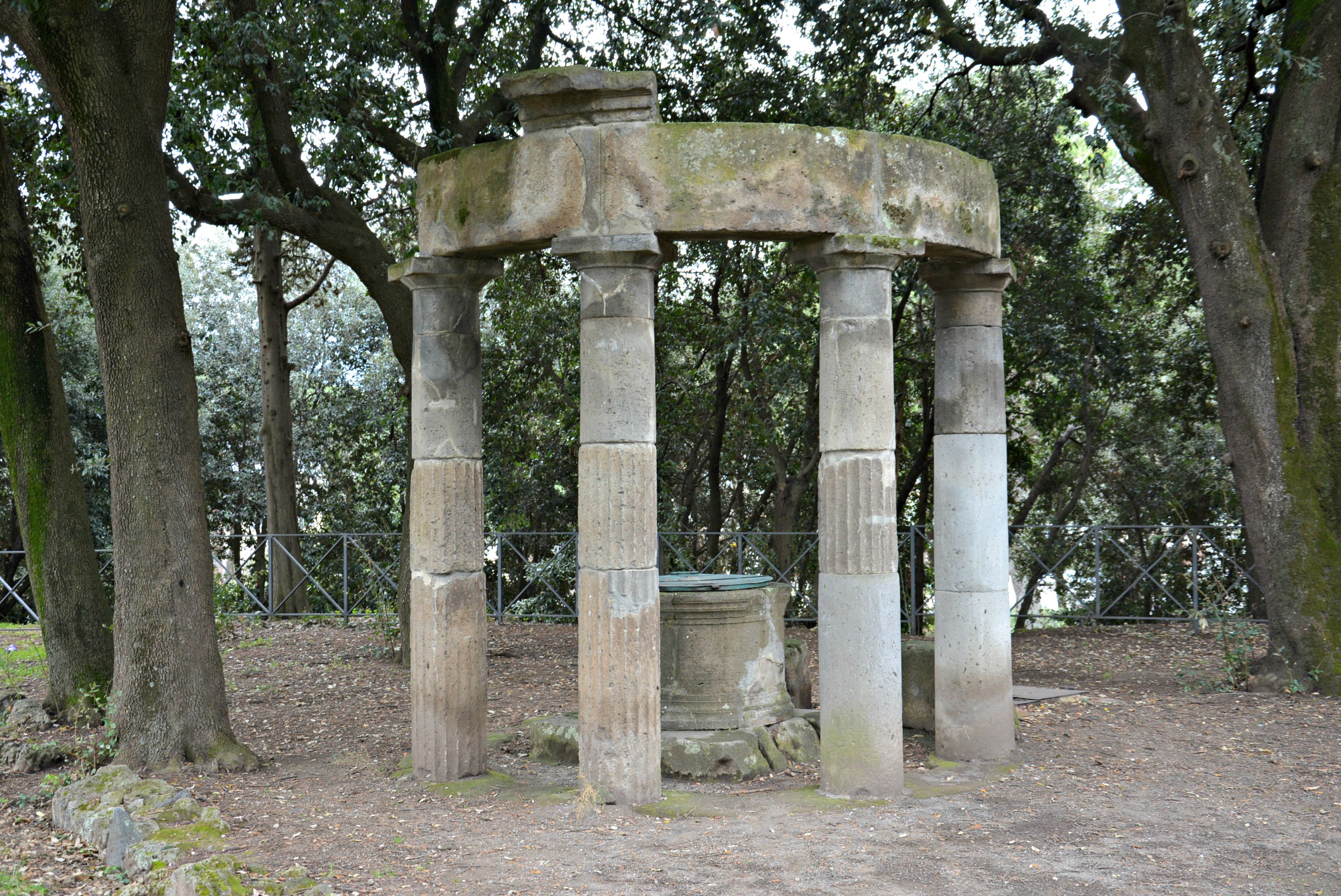
El tholos.